# Bandipore
Bandipore (en cachemir: بنڈ پُور ) es una localidad de la India capital del distrito de Bandipore, en el estado de Jammu y Cachemira.

## Geografía
Se encuentra a una altitud de 1 610 m s. n. m. a  km de la capital estatal, Srinagar, en la zona horaria UTC +5:30.

## Demografía
Según estimación 2010 contaba con una población de 42 166 habitantes.